# Stenoluperus emotoi
Stenoluperus emotoi es una especie de insecto coleóptero de la familia Chrysomelidae.
Fue descrita científicamente en 2001 por Kimoto.